# Whisker Monocristalino
Em Materiais, um Whisker monocristalino é um filamento de material estruturado como um cristal único e sem defeitos. Alguns materiais típicos para whiskers são grafite, alumina, ferro, carboneto de silício e silício. Os whiskers de cristal único desses (e de alguns outros) materiais são conhecidos por apresentar resistência à tração muito alta (da ordem de 10 a 20 GPa). Whiskers são usados em alguns compósitos, mas a fabricação em larga escala de whiskers sem defeitos é muito difícil.
Antes da descoberta dos nanotubos de carbono, os whiskers de cristal único tinham a maior resistência à tração de todos os materiais conhecidos e eram apresentados regularmente na ficção científica como materiais para a fabricação de elevadores espaciais, arcologias e outras grandes estruturas. Apesar de mostrar grande promessa para uma variedade de aplicativos, seu uso foi prejudicado por preocupações com os efeitos na saúde quando inalados.